# Tutuba
Tutuba è un'isola dell'Oceano Pacifico nello Stato di Vanuatu.
Si trova in prossimità dell'isola di Espiritu Santo, nella provincia di Sanma.
Sull'isola sono presenti tre villaggi: Patumbuma, Vunamalee, e Vunavae.
Misura 7 km di lunghezza e 2,5 km di larghezza.